# Fran Folnegović
Fran Folnegović (ur. 16 kwietnia 1844 w Slanovcu, zm. 17 grudnia 1911 w Zagrzebiu) – chorwacki polityk, pisarz, publicysta i prawnik.

## Życiorys
Studia odbył w Zagrzebiu, Budapeszcie i Grazu. W latach 70. XIX wieku pracował jako zastępca notarialny i komornik.
W ramach swojej działalności politycznej stopniowo odchodził od idei niepodległości Chorwacji. W latach 1875–1895 zasiadał w chorwackim parlamencie z ramienia Partii Prawa. Na jego osobiste zaproszenie do partii wstąpił Josip Frank. Wspólnie w 1894 roku przeforsowali przyjęcie przez partię programu zjednoczenia ziem chorwackich (Bośni, Chorwacji, Dalmacji, Istrii, Međimurja, Rijeki i Slawonii) w ramach Austro-Węgier (trializm). Jednak konflikt Folnegovicia z Frankiem doprowadził do partyjnego rozłamu.
Jako publicysta był redaktorem czasopism Hrvatska, Hrvatska vila, Prosvjeta, Sloboda i Vijenac. Pisał także dzienniki podróżnicze.